# 줄리아 스밋
줄리아 엘리자베스 스밋(Julia Elizabeth Smit, 1987년 12월 14일 ~ )은 미국의 수영 선수이다. 올림픽에서 두 개의 메달을 땄으며, 쇼트 코스 200m 혼계영과 400m 혼계영의 현 세계 기록 보유자이기도 하다. 그녀는 올림픽과 팬아메리칸 게임에서 6개의 금메달, 2개의 은메달, 1개의 동메달로 주요 국제 대회에서 총 9개의 메달을 획득하였다.

## 어린 시절
캘리포니아주 샌타로자에서 태어난 스밋은 뉴욕주 롱아일랜드에 있는 마운트 사이나이 고등학교를 졸업하였다. 그녀의 부모는 둘다 네덜란드에서 태어났으며, 부친 피터는 수영 코치이다. 그녀의 오빠 마이크와 남동생 케빈도 수영 선수이다. 스탠퍼드 대학교에서 인류학을 전공하면서 스탠퍼드 카디널 수영·다이빙 팀의 일원이었다.

## 수영 경력
고등학생 선수로서 쓰리 빌리지 수영 클럽에서 활약하면서 스밋은 100 야드 배영과 200m 개인혼영에서 뉴욕 주립 기록을 세웠다.
대학 수영 선수로서 그녀는 5개의 NCAA 타이틀 - 400 야드 개인혼영(2008, 2009, 2010)과 200 야드 개인혼영(2009, 2010)을 우승하였다. 그녀는 현재 200 야드와 400 야드 개인혼영(쇼트코스), 200m와 400m 개인혼영(쇼트코스)에서 미국 기록 보유자이다.

### 2007 ~ 08
2007년 팬아메리칸 게임에서 스밋은 100m 배영, 200m 개인혼영, 400m 자유형 계주와 혼계영에서 금메달을 획득하였다. 또한 200m 배영에서 은메달을 따기도 하였다.
2008년 미국 올림픽 선발 시합에서 스밋은 200m 자유형 3위와 100m 자유형 6위를 하고, 400m와 800m 자유형 계주에서 지위를 얻었다. 400m 개인혼영에서 3위를 하기도 하였다. 베이징 올림픽에서 400m와 800m 자유형 계주 종목의 예선들에서 헤엄친 후, 각각 은메달과 동메달을 획득하였다.
11월 28일 토론토에서 열린 캐나다 컵에서 자신의 첫 세계 기록을 세워 커스티 코번트리의 쇼트코스 400m 개인혼영 기록을 깼다.

### 2009년
2009년 미국 국내 선수권과 세계 선수권 선발 시합에서 스밋은 200m 개인혼영에서 미국 신기록 2분 09.34초를 세워 자신의 첫 국내 타이틀을 우승하였다. 또한 400m 개인혼영에서 2위를 하고 100m 자유형에서 경력 베스트 54.38초와 함께 4위를 하였다. 그해 로마에서 열린 세계 수상 선수권 대회에서 200m 개인혼영 9위(2분 10.29초)를 하여 결승전에서 순위를 놓쳤다. 그녀는 또한 결승전에서 4위로 온 400m 자유형 계주의 예선들에서 헤엄치기도 하였으며, 400m 혼계영에서 자유형 주자로 활약하였으나 결승전에 진출하지 못하였다.
그해에 열린 수영 결투에서 스밋은 쇼트코스 400m 개인혼영에서 4분 21.04초의 세계 기록을 교정하였다. 하루 후에는 200m 개인혼영에서 2분 04.60초와 함께 세계 기록을 깨기도 하였다.

## 같이 보기
- 올림픽 수영 여자 메달리스트 목록
- 수영 개인혼영 200m 세계 기록 추이
- 수영 개인혼영 400m 세계 기록 추이